# Candidatul manciurian (roman)
Candidatul manciurian (engleză Manchurian Candidate) (1959) este un roman thriller de Richard Condon despre fiul unei familii importante din politica americană, căruia i-a fost spălat creierul pentru a deveni asasin al Partidului Comunist. Romanul a fost de două ori adaptat pentru cinematografie, în 1962 și 2004.

## Rezumat
Unui erou american din războiul coreean i se face spălătură de creier după ce este capturat și este folosit ca instrument într-un complot de asasinat politic care urmează să fie declanșat de mama sa dominantă.

### Teme de bază
Controlul maselor
Controlul minții umane 
Conspirații politice.

## Presupus plagiat
În 1998, dezvoltatorul de software C. J. Silverio a remarcat  pasaje lungi ale romanului care păreau a fi adaptate din romanul din 1934 al lui Robert Graves , Eu, Claudius. Lingvistul criminalist John Olsson a considerat că „Nu se poate contesta faptul că Richard Condon a plagiat de la Robert Graves”. Olsson a continuat afirmând că „După cum merg plagiatorii, Condon este destul de creativ, nu se limitează la o singură sursă și este pregătit să arunce alte ingrediente în oală.” Jonathan Lethem, în eseul său influent „The Ecstasy of Influence: A Plagiarism”, a inclus romanele lui Condon drept „texte care devin tulburătoare pentru admiratorii lor după descoperirea elementelor lor „plagiate” 

## Adaptări cinematografice
Cartea a fost adaptată de două ori în lungmetraje cu același titlu.
The Manchurian Candidate (1962) este considerat un clasic al genului thriller politic. A fost regizat de John Frankenheimer și Laurence Harvey a jucat în rolul lui Shaw, Frank Sinatra în rolul lui Marco și Angela Lansbury în rolul Eleanor rol pentru care a fost nominalizată la premiul Oscar.
The Manchurian Candidate (2004) a fost regizat de Jonathan Demme cu Liev Schreiber în rolul lui Shaw, Denzel Washington în rolul lui Marco și Meryl Streep în rolul Eleanor. A fost în general bine primit de critici și a avut un succes moderat la box office. Filmul a actualizat conflictul  Războiului din Golful Persic din 1991,  autor al spălării creierului și a conspirației  era o corporație americană (numită „Manciurian Global”), în locul grupărilor comuniste străine din prima ecranizare și s-a renunțat la personajul Johnny Iselin în favoarea lui  Shaw și a mamei lui ca politicieni.
Ambele adaptări elimină mai multe elemente ale cărții. Cartea prezintă în detaliu  spălătorii de creier și unitatea din Manciuria unde au fost ținuți americanii. Șeful proiectului îi acordă lui Raymond un „cadou”; după spălarea creierului, Raymond devine destul de activ sexual, în contrast cu natura sa rezervată dinainte, când nici măcar nu-și sărutase iubita, pe Jocelyn Jordan.
În roman, doamna Iselin și fiul ei călătoresc în străinătate, unde mama îl folosește ca asasin pentru a ucide diverse personalități politice, chiar și pe primul soț al lui Jocelyn Jordan. Rosie, Iubita lui Marco, este fosta logodnică a unuia dintre personajele care se ocupă de cazul Shaw pentru Army Intelligence, ceea ce face lucrurile tensionate în  cuplu. De asemenea, adaptările cinematografice doar sugerează incestul dintre Raymond și mama lui prin sărutul pe gură.
Versiunea din 1962 nu precizează în mod clar apartenența politică a senatorilor Iselin și Jordan (considerați implicit  republicani).  În filmul din 2004 personajele sunt democrați. Potrivit lui David Willis McCullough, senatorul Iselin este inspirat de  senatorul republican Joseph McCarthy și, potrivit lui Condon, mama lui Shaw e inspirată de  consilierul lui McCarthy, Roy Cohn.
Noțiunea de  ”candidat manciurian” a intrat în limbajul curent. 